# فيرتشوا كاب 3
فيرتشوا كاب 3 (بالإنجليزية: Virtua Cop 3)، هي لعبة فيديو يابانية، وهي الجزء الثالث والأخير من سلسلة فيرتشوا كاب، عرضت اللعبة على صالة الآركيد عام 2003، وهي من تطوير ونشر شركة سيغا.